# Syrskaja Buda
Syrskaja Buda (biał. Сырская Буда; ros. Сырская Буда, Syrskaja Buda; pol. hist. Syrska Buda) – wieś na Białorusi, w obwodzie homelskim, w rejonie kormańskim, w sielsowiecie Barsuki, przy drodze republikańskiej R30.

## Historia
W XIX i w początkach XX w. położona była w Rosji, w guberni mohylewskiej, w powiecie rohaczewskim, w gminie Korma. Następnie w granicach Związku Sowieckiego. Od 1991 w niepodległej Białorusi.